# یوهان دیتریش فون هاکستاوزن
یوهان دیتریش فون هاکستاوزن (انگلیسی: Johann Dietrich von Haxthausen; ۲۹ ژانویهٔ ۱۶۵۲ – ۱ دسامبر ۱۷۰۳) فرد نظامی اهل آلمان بود.